# My Name Is Michael Holbrook
Albums de Mika
No Place in Heaven
(2015) Que ta tête fleurisse toujours
(2023)
Singles
1. Ice Cream
Sortie : 31 mai 2019
2. Tiny Love
Sortie : 16 août 2019
3. Sanremo
Sortie : 6 septembre 2019

My Name Is Michael Holbrook est le cinquième album de Mika, sorti le 4 octobre 2019.

## Développement
L'album a été produit par Mark Crew, qui a travaillé auparavant avec les Wombats.
Le titre Ice Cream était le premier single sorti de l'album My Name Is Michael Holbrook, le 31 mai 2019. Le clip-vidéo, réalisé par Francesco Calabrese et tourné à Barcelone en Espagne, a été publiée le 27 juin 2019. Le making-of pour la réalisation du clip vidéo et une vidéo lyrique animée ont également été publiées pour le single. Rolling Stone a surnommé le single « appât de l'hymne d'été » ,.
Le single Tiny Love est sorti le 16 août 2019, et son clip-vidéo réalisé par W.I.Z., mettant en vedette Mika et Ronke Arogundade, est sortie en même temps. Selon le magazine Billboard, le single est "une ode au côté mondain de l'amour malgré la production grandiose de la piste, ressemblant à une face Queen B du début de l'ère." Le clip-vidéo a été tourné à Londres. Mika a dit qu'il voulait saisir l'idée que l'amour peut se sentir énorme, « mais en même temps, il est si minuscule et imperceptible pour les autres ».
Le single Sanremo est sorti le 6 septembre 2019. Billboard a ajouté à cette chanson « une confiture pop chatoyante sur la recherche d'un endroit juste pour vous et votre amant ». Le clip-vidéo, également réalisé par WIZ, a été publié le 4 octobre 2019. Tourné en noir et blanc, le court métrage se déroule « à une époque où l'homosexualité, sinon illégale, était socialement inacceptable, une période de discrimination et de persécution », explique WIZZ. Dans la vidéo, un homme (Mika) laisse sa femme et sa fille derrière lui pour visiter les endroits clandestins d'une ville où il pourrait trouver un amoureux gay potentiel.

## Titres de l'album
Crédits adaptés d'Apple Music.
| 1.  | Tiny Love                                      | Michael Penniman Jr., David Sneddon              | Mark Crew, Dan Priddy                   | 4:05 |
| 2.  | Ice Cream                                      | Michael Penniman Jr., Dan Black                  | Mark Crew, Dan Priddy, Dan Black        | 2:46 |
| 3.  | Dear Jealousy                                  | Michael Penniman Jr., Amy Wadge, George Moore    | Mark Crew, Dan Priddy, George Moore     | 3:47 |
| 4.  | Paloma                                         | Michael Penniman Jr., David Sneddon              | Mark Crew, Dan Priddy                   | 3:42 |
| 5.  | Sanremo                                        | Michael Penniman Jr., David Sneddon              | Mark Crew, Dan Priddy                   | 3:21 |
| 6.  | Tomorrow                                       | Michael Penniman Jr., Paul Dickson               | Mark Crew, Dan Priddy                   | 3:49 |
| 7.  | Ready to Call This Love (feat. Jack Savoretti) | Michael Penniman Jr., Dave Gibson, David Sneddon | Mark Crew, Dan Priddy, Lorna Blackwood  | 3:49 |
| 8.  | Cry                                            | Michael Penniman Jr., Mark Crew, Daniel Priddy   | Mark Crew, Dan Priddy                   | 3:17 |
| 9.  | Platform Ballerinas                            | Michael Penniman Jr., Amy Wadge                  | Mark Crew, Dan Priddy                   | 2:47 |
| 10. | I Went to Hell Last Night                      | Michael Penniman Jr., David Sneddon              | Mark Crew, Dan Priddy, Jonathan Quarmby | 3:48 |
| 11. | Blue                                           | Michael Penniman Jr., Amy Wadge                  | Michael Penniman Jr                     | 3:09 |
| 12. | Stay High                                      | Michael Penniman Jr, Mark Crew, Dan Priddy       | Mark Crew, Dan Priddy                   | 3:30 |
| 13. | Tiny Love Reprise                              | Michael Penniman Jr, David Sneddon, Jodi Marr    | Mark Crew, Dan Priddy, Mitchell Yoshida | 4:25 |

## Classement de l'album

### Performances hebdomadaires
| BEL | BEL | CAN | FRA | ITA | ÉCO | ESP | SUI | R-U | É-U |
| --- | --- | --- | --- | --- | --- | --- | --- | --- | --- |
| 38  | 3   | 30  | 6   | 10  | 38  | 28  | 10  | 57  | 184 |

### Performances annuelles
| BEL | FRA |
| --- | --- |
| 113 | 140 |

## Réception critique
L'album My Name Is Michael Holbrook a reçu des critiques principalement positives.
Pour Riff magazine, le premier titre Tiny Love sonne à la fois comme Freddie Mercury et Elton John. Le résultat global est un mélange de ballades intimes au piano et de synth-pop-disco.
Heather Phares d'AllMusic a commenté que « My Name Is Michael Holbrook n'est jamais moins spirituel et authentique - et beaucoup plus agréable que s'il avait essayé de s'intégrer dans le moule de quelqu'un d'autre  ».
Matty Pywell de Gigwise (en) a donné une critique positive affirmant que : « Mika est beaucoup mieux en se prélassant dans la gloire du soleil que dans les nuances humides de la ville ».
Brice Ezell de PopMatters a déclaré : « My Name Is Michael Holbrook ne livre pas une déclaration personnelle définitive de la part de Mika, et la production va de temps en temps contre sa vision créative. Mais elle offre une demi-douzaine de confitures indéniablement accrocheuses et un rappel que Mika se classe toujours parmi les meilleurs artistes pop de notre temps ».